# Langtalerjochspitze
Langtalerjochspitze (italienska: Cima di Vallelunga) är en bergstopp i Österrike på gränsen till Italien. Den ligger i distriktet Imst och förbundslandet Tyrolen, i den västra delen av lande. Toppen på Langtalerjochspitze är 3 154 meter över havet, eller 57 meter över den omgivande terrängen.
Den högsta punkten i närheten är Hinterer Seelenkogel, 3 469 meter över havet, 2,0 km norr om Langtalerjochspitze.
Trakten runt Langtalerjochspitze består i huvudsak av kala bergstoppar och isformationer.